# Brunary
Brunary (prononciation : [bruˈnarɨ]) est une localité polonaise de la gmina d’Uście Gorlickie située dans le powiat de Gorlice en voïvodie de Petite-Pologne.